# Helena Kamińska

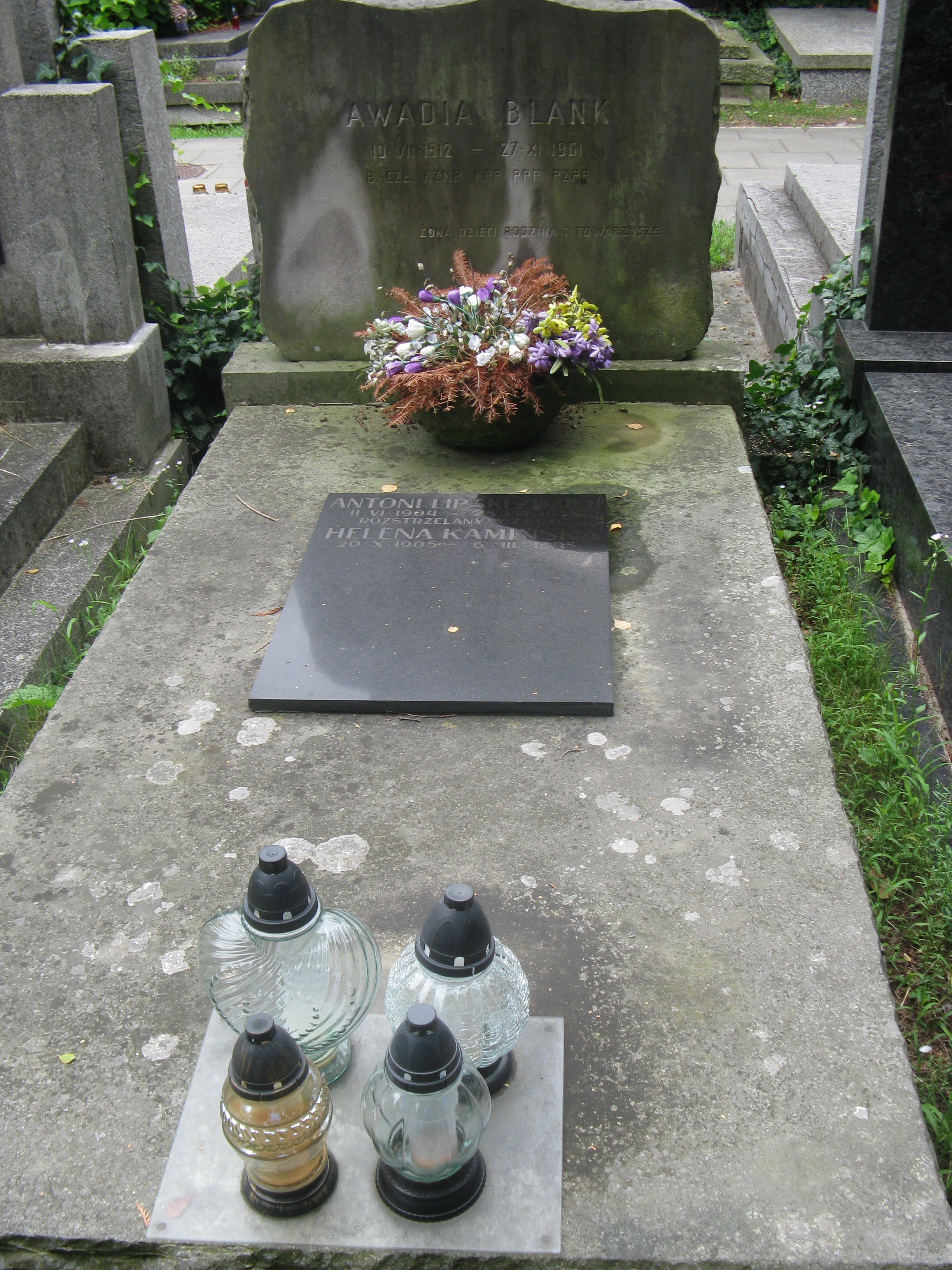
Grób Heleny Kamińskiej na Cmentarzu Wojskowym na Powązkach

Helena Frenkiel-Kamińska z domu Starewicz (ur. 20 października 1905 w Warszawie, zm. 6 marca 1998) – działaczka komunistyczna, historyk, publicystka.

## Życiorys
Córka Stanisława i Kazimiery. W latach 20. aktywny członek Związku Młodzieży Komunistycznej, następnie KPP, za swoją działalność wielokrotnie aresztowana i karana więzieniem. W latach 1930–1936 przebywała w ZSRR, gdzie pracowała jako robotnica i studiowała na tamtejszych uczelniach. W latach 1936–1938 była aktywistką KPP. Po agresji III Rzeszy i ZSRR na Polskę przebywała na terenie okupacji sowieckiej w Białymstoku, gdzie pracowała w fabryce włókienniczej. Po wybuchu wojny niemiecko-sowieckiej ewakuowana w głąb ZSRR. Od 1943 do 1945 pracowała w Zarządzie Głównym ZPP w Moskwie. Od 1946 do 1949 była kierowniczką Wojewódzkiej Szkoły PPR w Gdańsku, tam również pełniła funkcję kierownika Wydziału Propagandy KW PPR. Od 1949 do 1957 roku była zastępcą kierownika Wydziału Historii Partii przy KC PZPR. W latach 1957–1968 pracowała w Zakładzie Historii Partii przy KC PZPR. Od 1968 roku była na rencie. Pochowana na wojskowych Powązkach (kwatera BII28-13-16). Autorka haseł w Słowniku biograficznym działaczy polskiego ruchu robotniczego.

## Rodzina
Jej mężem był Antoni Lipski (1904–1938). Ich synem był Franciszek Kamiński (ur. 1930), elektronik.

## Wybrane publikacje
- Dokumenty o Radach Delegatów Robotniczych w Polsce : z materiałów Wydziału Historii Partii KC PZPR, w oprac. F. Kalickiej, H. Kamińskiej, Warszawa: Ministerstwo Obrony Narodowej. Główny Zarząd Polityczny 1950.
- (redakcja) Julian Marchlewski : 1866–1925, album oprac. Helena Kamińska ; oprac. graf. Tadeusz Gronowski, Warszawa: Książka i Wiedza, 1951 (wyd. 2 – 1952).